# معاملة المثليين في قرغيزستان
يواجه الأشخاص من المثليين والمثليات ومزدوجي التوجه الجنسي والمتحولين جنسياً (اختصاراً: مجتمع الميم) في قيرغيزستان تحديات قانونية واجتماعية لا يواجهها غيرهم من المغايرين جنسيا. يعتبر النشاط الجنسي المثلي بين الرجال وبين النساء قانونيا في قيزغيستان، ولكن يواجه الأشخاص من مجتمع المثليين وصمة عار بين السكان. كما أن المنازل التي يعيش فيها الشركاء المثليون غير مؤهلة للحصول على نفس الحماية القانونية المتاحة للأزواج المغايرين. يميل الأشخاص من مجتمع الميم إلى المعاناة من التمييز والتحرش بشكل متكرر في البلاد. يعتبر رهاب المثلية منتشرا في قيرغيزستان، وغالبًا ما يصاحبه عنف. وصفت قيرغيزستان بأنها بيئة معادية بشكل متزايد عندما يتعلق الأمر بحقوق المثليين.

## قانونية النشاط الجنسي المثلي
يعتبر النشاط الجنسي المثلي بالتراضي بين قانونيا في قيرغيزستان منذ عام 1998.

## الاعتراف القانوني بالعلاقات المثلية
لا تعترف قيرغيزستان بزواج المثليين أو بالاتحادات المدنية.
منذ عام 2016، يحظر الدستور القيرغيزي زواج المثليين.

## الهوية الجندرية والتعبير عنها
يُسمح للأشخاص المتحولين جنسياً بتغيير الجنس القانوني في قيرغيزستان، لكنهم يحتاجون إلى إجراء جراحة إعادة تحديد الجنس. أجريت أول عملية جراحية من هذا النوع في بيشكك في يناير 2014.

## ظروف الحياة
المجتمع القيرغيزي محافظ اجتماعيا. يميل إلى النظر إلى المثلية الجنسية على أنها غير أخلاقية أو اضطراب. نتيجة لذلك، يشعر الأشخاص من مجتمع الميم بالحاجة إلى الحفاظ على السرية في البلاد والحفاظ على توجههم الجنسي سراً. وجدت دراسة استقصائية أجريت عام 2017 من قِبل «قيرغيز إنديغو»، وهي منظمة محلية للدفاع عن المثليين، أن 84% من مجتمع الميم في قيرغيزستان المثليين للعنف البدني و 35% من العنف الجنسي.
قبل عام 2010، أدى الجهل بحقوق المثليين إلى مشهد «ليبرالي» إلى حد ما وملاذ آمن للأشخاص المثليين، وخاصة في العاصمة بيشكك. في عام 2014، أطلقت الحكومة سلسلة من الإصلاحات القانونية بما في ذلك «قانون الدعاية المناهض للمثليين». وقد أدى هذا إلى اندفاع مجتمع المثليين إلى دائرة الضوء، وزيادة بنسبة 300% تقريبًا في الهجمات ضد الأشخاص من مجتمع الميم.
اضطرت حانة المثليين الوحيد في بشكك، «لندن»، مضطرة إلى الإغلاق في عام 2017.
وفقًا لتقارير في عام 2018، قام مسؤولو الشرطة بابتزاز الأشخاص من مجتمع الميم على مواقع التواصل الاجتماعي والتعارف، وطلبوا ما يتراوح بين 5000 و 30000 سوم قيرغيزستاني (70 إلى 500 دولار أمريكي).

### الحراك
هناك العديد من مجموعات المثليين في قيرغيزستان، بما في ذلك «قيرغيز إنديغو» و «لابريس»، التي تأسست في عام 2004. ويقوم موظفو «لابريس» أيضًا بتدريب الأطباء والأطباء النفسيين حول التوجه الجنسي والهوية الجندرية.

### حرية التعبير
في عام 2014، تم تقديم مشروع قانون إلى البرلمان لتجريم التعبير الذي يخلق «موقفًا إيجابيًا من العلاقات الجنسية غير التقليدية، باستخدام وسائل الإعلام أو شبكات المعلومات والاتصالات السلكية واللاسلكية». في 15 أكتوبر، أقر مشروع القانون قراءته الأولى، بتصويت 79 صوتا لصالحه مقابل 7 أصوات ضد (79-7). وقد تلقى معارضة دولية واسعة، وتأخر عدة مرات. في عام 2016، مرت القراءة الثانية. وهو ينتظر قراءة نهائية ثالثة.

## ملخص
| قانونية النشاط الجنسي المثلي                                                                  | (منذ عام 1988)                      |
| المساواة في السن القانوني للنشاط الجنسي                                                       | (منذ عام 1988)                      |
| قوانين مكافحة التمييز في التوظيف                                                              | No                                  |
| قوانين مكافحة التمييز في توفير السلع والخدمات                                                 | No                                  |
| قوانين مكافحة التمييز في جميع المجالات الأخرى (تتضمن التمييز غير المباشر، خطاب الكراهية)      | No                                  |
| قوانين مكافحة أشكال التمييز المعنية بالهوية الجندرية                                          | No                                  |
| زواج المثليين                                                                                 | (حظر دستوري منذ عام 2016)           |
| الاعتراف القانوني بالعلاقات المثلية                                                           | No                                  |
| تبني أحد الشريكين للطفل البيولوجي للشريك الآخر                                                | No                                  |
| التبني المشترك للأزواج المثليين                                                               | No                                  |
| يسمح للمثليين والمثليات ومزدوجي التوجه الجنسي والمتحولين جنسيا بالخدمة علناً في القوات المسلحة | No                                  |
| الحق بتغيير الجنس القانوني                                                                    | (يتطلب الجراحة)                     |
| علاج التحويل محظور على القاصرين                                                               | No                                  |
| الحصول على أطفال أنابيب للمثليات                                                              | No                                  |
| الأمومة التلقائية للطفل بعد الولادة                                                           | No                                  |
| تأجير الأرحام التجاري للأزواج المثليين من الذكور                                              | (غير قانوني للأزواج المغايرين كذلك) |
| السماح للرجال الذين مارسوا الجنس الشرجي التبرع بالدم                                          | No                                  |